# Monacha dirphica
Monacha dirphica is een slakkensoort uit de familie van de Hygromiidae. De wetenschappelijke naam van de soort is voor het eerst geldig gepubliceerd in 1876 door E. von Martens.